# Coif

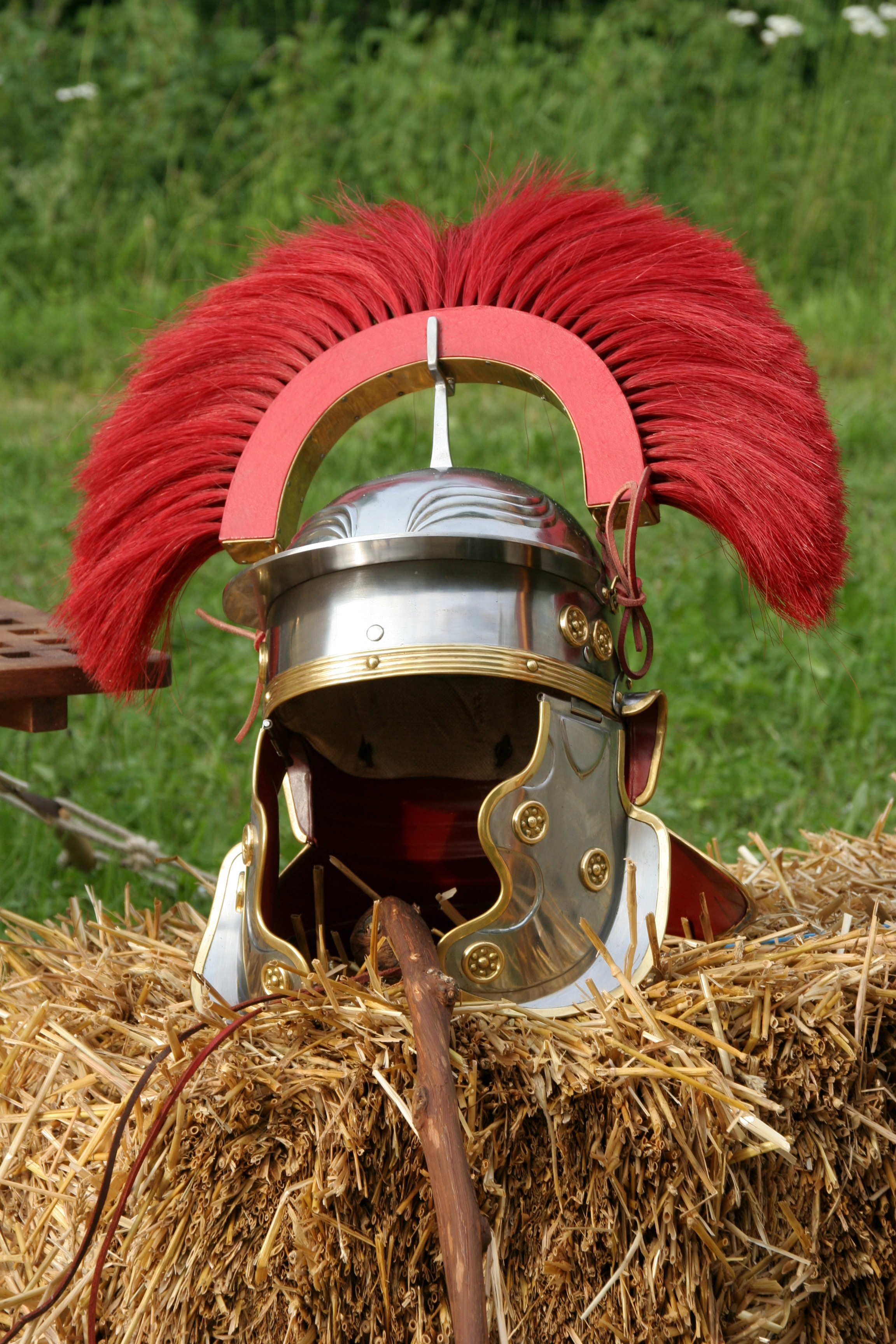
Un coif roman

Coiful (din latină cofea) este un acoperământ confecționat din piele sau metal pentru protejarea capului, purtat în trecut de ostași în timpul luptelor.
În primăvara anului 1928, în Coțofenești, județul Prahova, a fost descoperit un străvechi și impresionant coif de aur, cunoscut sub denumirea de Coiful dacic de la Coțofenești. Coiful, înalt de 25 cm și cântărind circa 770 grame, este datat în jurul anilor 400 î.e.n. și, foarte probabil, a aparținut unui rege geto-dac.